# Lindmania aurea
Lindmania aurea (лат. Lindmania aurea) — растение из рода Линдмания семейства Бромелиевые (лат. Bromeliaceae) подсемейства Питкерниевые (лат. Pitcairnioideae).

## Авторы названия вида
Вид Lindmania aurea был изучен и описан такими американскими ботаниками, как Лайман Брэдфорд Смит, Джулиан Альфред Стейермарк и Робинсон.

## Распространение
Растение Lindmania aurea встречается в Венесуэле, где является эндемиком.